# 39 km (przystanek kolejowy w obwodzie lwowskim)
39 km (ukr. 39 км, ros. 39 км) – przystanek kolejowy w miejscowości Podhajczyki, w rejonie samborskim, w obwodzie lwowskim, na Ukrainie.